# 장혜진 (가수)
장혜진(1965년 6월 14일 ~ )은 대한민국의 가수, 방송인이자 대학 교수이다. 한양여자대학교 실용음악과 교수로 재직 중이다.

## 생애
상명대학교 체육학과 재학 시절 체조 선수로 활동하다가 부상으로 선수 생활을 중단했다. 이후 1987년에는 MBC 합창단에 입단하였고, 가수로 전향하여 1991년 1집 앨범 《꿈속에선 언제나》로 가요계에 데뷔했으며, 1993년 2집 《Whiteism》을 발표하면서 대중들에게 자신의 이름을 알리기 시작했다. 타이틀곡 〈키 작은 하늘〉은 매력적인 허스키 보이스와 넓은 음역을 과시하며 가창력 있는 가수로 인정받게 할 수 있었던 곡이기도 하다.
MBC 합창단 시절부터 로드매니저로 알고 지내던 강승호와 1992년에 결혼했다.
1994년 발표한 3집 《Before the Party》는 그녀에게 ‘가요계의 디바’라는 찬사를 선사한다. 높은 인지도를 지닌 뮤지션들의 역량에 힘입어 그녀의 이름을 가장 많이 알린 앨범이 되었다. 김현철의 프로듀스로 작업된 이 앨범은 높은 음반 판매율과 타이틀 곡 〈내게로〉(작곡 유정연, 작사 박창학)가 방송 횟수 등에서 상위권에 오르면서 큰 인기를 얻게 된다. 그리고 당시 힙합의 최강 듀스의 객원 보컬로 나왔다.
발라드 곡만 부르는 가수라는 인식을 벗기 위해 그녀는 1996년 4집으로 빠른 템포의 댄스곡 〈위기의 여자〉로 춤을 손보였으며 라디오에서 인기를 얻은 〈완전한 사랑〉으로 클레오파트라 머리와 짙은 눈화장으로 변신했다. 이후 고혹적인 목소리를 느낄 수 있는 〈이별후유증〉 등이 인기를 얻으면서 3집에 이어 4집 《Temptation》까지 많은 인기를 이어갔다. 많은 공연으로 목이 쇠약해진 그녀는 성대결절로 오랜 기간 쉬게 되고 높은 음을 내기보다는 중저음을 싣는 창법을 연구했다.
1998년 5집 앨범 《Dream》을 발표하여 댄스곡 〈추억〉, 탱고 리듬의 〈내게로 와〉 등이 수록된 앨범은 라틴풍의 음악들로 경쾌하고 댄스풍으로 결코 화려하거나 시끄럽지 않으며, 본인이 직접 〈Dream〉과 〈잃어버린 너〉를 작사하기도 했다. 성숙한 보컬이 느껴지는 라틴풍의 발라드 '영원으로'로 팬들의 많은 사랑을 받았다.
2004년 미국 버클리 음악 대학로 유학을 다녀와 음반 활동, 라이브 활동을 하고 있다.
2011년 6월부터 11월까지 MBC 《나는 가수다》에 출연해 준명예졸업이라는 성적을 거두었다.
2014년 현재 한양여자대학교에서 실용음악과 교수로 재직 중이다.
2016년 대한민국 예능 프로그램 판타스틱 듀오에서 "1994년 , 어느 늦은밤"이라는 곡의 아픔있는 비화를 공개해 화제가 되었다.

## 학력
- 상명여자대학교 체육학과 (중퇴)
- 버클리 음악 대학 프로페셔널뮤직학과 (졸업)
- 경희대학교 아트퓨전디자인대학원 퍼포밍아트학과 (졸업)
- 상명대학교 대학원 공연예술경영학과 (졸업)

## 경력
- 2005년 서울재즈아카데미 강사
- 2006년 ~ 한양여자대학교 실용음악과 교수

## 수상 경력
- 2011년 - 제18회 대한민국 연예예술상 발라드가수상
- 1996년 - 제4회 아시아가요제 특별상

## 앨범 리스트
- 1991년 1집 - 《이젠》 (Jigu)[9]
  - 〈이젠〉
- 1993년 2집 - 《Whiteism》 (아세아)
  - 〈키작은 하늘〉
- 1994년 3집 - 《Before The Party》 (신나라뮤직)
  - 〈내게로〉, 〈1994년 어느 늦은 밤〉
- 1996년 4집 - 《Temptation》 (킹)
  - 〈완전한 사랑〉
- 1997년 싱글- Moskito (Orange)
  - 〈꿈의 대화〉
- 1997년 베스트 - 《장혜진 Golden Best》 (신나라뮤직)
- 1998년 5집 - 《Dream》 (도레미)
  - 〈영원으로〉, 〈못다한 사랑〉
- 2001년 6집 - 《It`S My Life》 (SM Entertainment)
  - 〈아름다운 날들〉
- 2002년 컴필레이션 - 《Souvenir》 [live] (SM Entertainment)
  - 〈다시 돌아와〉
- 2006년 7집 - 《4 Season Story》 / SPRING (서울음반)
  - 〈마주치지 말자〉, 〈왜 나만 아프죠〉
- 2007년 싱글 - Music 2.0: Special Edition (캔엔터테인먼트)
  - 〈가라 사랑아〉, 〈비가 내리는 날〉
- 2007년 파워앨범 - 《Tomboy》 (2007, 서울음반)
- 2007년 Travel #1, 프로젝트 싱글 앨범
- 2008년 Travel #2, 프로젝트 싱글 앨범
- 2009년 《Remembrance》, 프로젝트 미니 앨범
- 2009년 《하늘, 바람, 별》 (KT 뮤직), ep 앨범
  - 〈한번만 울고말자〉
- 2010년 `안녕 내 사랑아`, 보이스원 디지털싱글
- 2010년 《가려진 시간 사이로》 (비타민/로엔 엔터테인먼트), 리메이크앨범
- 2011년 `눈물을 움켜쥐고`, 보이스원 디지털싱글
- 2011년 《사랑했나봐》(비타민/로엔 엔터테인먼트), 리메이크 앨범

## 가수 외 활동

### 예능 프로그램
- 2011년 MBC 《우리들의 일밤 - 나는 가수다》 출연[10]
- 2015년 MBC 《미스터리 음악쇼 복면가왕》 - 우아한 석고부인[10], 대답없는 거울공주(생방)
- 2023년 MBC  《 놀면 뭐하니?》 특별출연

## 가족 관계
- 아버지 ( ~ 2020년 11월 5일)
- 어머니 ( ~ 2016년 2월 23일)
- 딸 : 강은비 (1993년 ~ )